# Linia wąskotorowa Chybie – Strumień
Linia wąskotorowa Chybie – Strumień – lokalna linia kolei wąskotorowej poprowadzona z Chybia do Strumienia. Kursowała w latach 1911–1924 na terenie gminy Strumień i Chybie.

## Historia
W czasach Austro-Węgier nie planowano budowy linii kolejowej w Strumieniu. W 1884 roku otwarto cukrownię w Chybiu, w której zatrudniono wielu mieszkańców Strumienia, natomiast w latach 1911–1913 w Strumieniu zbudowano cegielnię, która potrzebowała transportu wyprodukowanych cegieł. W związku z tym władze miasta Strumienia wystąpiły do władz w Wiedniu z prośbą o przyznanie koncesji na budowę i eksploatację kolei wąskotorowej. Uroczyste otwarcie kolei nastąpiło w niedzielę 12 lutego 1911 roku. Linia była jednotorowa i rozpoczynała się na rynku w Strumieniu, przebiegając przez most na Wiśle, a następnie prawą stroną drogi w kierunku Chybia. Została poprowadzona przez Mnich i Zabłocie. W Chybiu linia kończyła się pętlą przed budynkiem stacji kolejowej. Dodatkowo utworzono bocznicę przylegającą do rampy przeładunkowej. Na rynku w Strumieniu położono tory przy jego północnej i południowej stronie. Tor północny posiadał mijankę i zakończony był obrotnicą. Od strony rynku wytyczono tor do parowozowni. Po 1911 roku wybudowano przedłużenie linii do cegielni. Na kolei kursowały dwa wagony parowe, dodatkowy tabor składał się z czterech wagonów osobowych i czterech wagonów towarowych. Cegielnia posiadała lokomotywy parowe, które wykorzystywano do prowadzenia pociągów pasażerskich. Załadowane w Strumieniu cegłami wagony wąskotorowe formowane były w pociągi towarowe do Chybia, gdzie cegły przeładowywane były na bocznicy poprowadzonej wzdłuż rampy na wagony normalnotorowe. Tymczasem na przełomie 1924 roku i 1925 roku otwarto linię kolejową z Pawłowic do Chybia na której utworzono stację w Strumieniu. Ostatni kurs kolei wąskotorowej został wykonany w marcu 1925 roku. Pozostał po niej zachowany do dziś (jako kołowy) most na Wiśle wykonany w hucie w Witkowicach koło Morawskiej Ostrawy oraz budynek parowozowni. Wagony parowe zostały prawdopodobnie sprzedane na kolej sochaczewską lub do cukrowni Ostrowite.